# Hatata
Hatata ( /h ɑː ˈ t ɑː t ə / ; Guèze : ሐተታ ḥätäta « enquête ») désigne deux traités philosophiques éthiques et rationnels du XVIIe siècle de l'Éthiopie actuelle : l'un d'eux est écrit par le philosophe abyssin Zera Yacob (Zär'a Ya'eqob, aussi nommé Wärqe, 1599-1692), peut-être en 1667. L'autre hatata est écrit par le fils de son mécène, Walda Heywat (Wäldä Hewat) quelques années plus tard. En particulier, l'enquête de Zera Yacob est comparée par des chercheurs à celle de Descartes. Cependant, alors que Zera Yacob était critique envers toutes les religions, y compris l'Église orthodoxe tewahedo éthiopienne, Descartes suivait une perspective religieuse plus traditionnelle : « Une différence philosophique majeure est que le catholique Descartes dénonçait explicitement les « infidèles » et les athées, qu'il qualifiait de « plus arrogants que savants » dans ses Méditations métaphysiques  (1641) »

## Présentation
Les hatatas deviennent accessibles pour les Occidentaux en 1904, lorsque le savant italien Enno Littmann publie les textes originaux en guèze en plus d'une traduction latine. Ils sont d'abord redécouverts par Boris Turayev dans les archives du collectionneur Antoine d'Abbadie, qui avait reçu les hatatas du moine jésuite Guisto da Urbino en 1853. Les textes sont donnés à la Bibliothèque nationale de France à Paris en 1902, après la mort de D'Abbadie, et Touraïev en traduit les premiers extraits en décembre 1903 (à Saint-Pétersbourg). La section orientale de la Société archéologique tint une réunion à Paris, le 25 septembre 1903, consacrée au rapport de Turaïev sur les hatatas.
En 1916, Littmann propose une traduction en allemand. Une traduction abrégée en anglais, de l'enquête de Zera Yacob uniquement, paraît dans le New Times et Ethiopia News (Londres) du 5 février au 4 mars 1944. En 1955, Zamanfas Kidus Abreha publie à la fois une version éthiopienne (inspirée de Littmann) et une traduction amharique. En 1965, Lino Marchiotto présente sa thèse de doctorat sur les hatatas, où il donne une traduction italienne à partir de la version latine de Littmann. Une percée a eu lieu en 1976, lorsque le savant canadien Claude Summer — professeur et président du département de philosophie de l'Université d'Addis-Abeba — publie la première traduction complète en anglais (elle a été publiée en Éthiopie et était inspirée des traductions en Ekklastikos Phare de 1971–1974). Sumner déclare à propos de l'enquête de Zera Yacob : « En possession d'un principe fondateur, l'auteur étend son application aux diverses branches du savoir, et en particulier à la théodicée, à l'éthique et à la psychologie. […] Il présente non seulement une indépendance de pensée, mais même des traits rationalistes et radicaux [...] Zär'a Ya'eqob est un vrai philosophe au sens le plus strict du terme. » En 2016, les deux textes sont traduits du guèze vers le norvégien, par le savant Reidukf Molvaer, et publiés en norvégien .
Le premier hatata est une enquête de Zera Yacob sur les lumières de la raison. Vers 1630, Zera Yacob fuit sa ville natale d'Axoum en raison de la persécution par les jésuites portugais et l'empereur éthiopien Susenyos Ier, qui s'était converti du christianisme orthodoxe éthiopien au catholicisme en 1622. Zera Yacob indique dans son texte qu'il vécut pendant deux ans dans une grotte. Le texte date de 1667, soit trente ans après ces faits.
Zera Yacob est surtout connu pour une philosophie du principe d'harmonie : ainsi, selon lui, la moralité d'une action se mesure à son résultat sur l'harmonie du monde (elle est morale si elle la fait progresser, et immorale si elle la fait régresser). Alors qu'il croyait en une divinité, qu'il appelait Dieu, il critique plusieurs ensembles de croyances religieuses. Plutôt que de dériver des croyances d'une religion organisée, Yacob cherche la vérité en observant le monde naturel. Dans Hatata, Zera Yacob applique l'idée d'une cause première pour produire une preuve de l'existence de Dieu, proposant ainsi un argument cosmologique. "Si je dis que mon père et ma mère m'ont créé, alors je dois chercher le créateur de mes parents et des parents de mes parents jusqu'à ce qu'ils arrivent au premier qui n'a pas été créé comme nous [sommes] mais qui est venu dans ce monde d'une autre manière sans être généré."
Après avoir quitté sa grotte, alors que la paix était rétablie en Éthiopie, Zera Yacob fait une demande en mariage à une pauvre jeune fille nommée Hirut. Dans son enquête, il déclare que « le mari et la femme sont égaux dans le mariage ». Ainsi, l'historien Dag Herbjørnsrud écrit : « Au chapitre cinq, Yacob applique l'investigation rationnelle aux différentes lois religieuses. Il critique également le christianisme, l'islam, le judaïsme et les religions indiennes. Par exemple, Yacob souligne que le Créateur, dans sa sagesse, a fait couler du sang mensuellement du ventre des femmes, afin qu'elles aient des enfants. Ainsi, il conclut que la loi de Moïse, qui déclare que les femmes menstruées sont impures, est contre la nature et le Créateur, puisqu'elle « empêche le mariage et toute la vie d'une femme, et elle gâte la loi de l'entraide, empêche l'apport des enfants et détruit l'amour ». De cette façon, Yacob inclut les perspectives de la solidarité, des femmes et de l'affection dans son argumentation philosophique. »
À la mort de Yacob en 1692, son élève Walda Heywat met l'œuvre à jour pour évoquer sa mort et écrit un autre hatata.

## Controverse sur la paternité
En 1920, l'orientaliste italien Carlo Conti Rossini affirme que les textes de la hatata furent écrits par le prêtre italien Guisto de Urbino lui-même. En 1934, l'Allemand Eugen Mittwoch soutient qu'un Africain ne peut être auteur des hatata. Dans ses travaux de 1976, Sumner a publié une longue réfutation des affirmations de Rossini et Mittwoch. Dans l'article Les scientifiques italiens et la guerre en Éthiopie (2015), le professeur Roberto Maiocchi souligne que Rossini figure parmi les principaux universitaires soutenant l'invasion de l'Éthiopie par l'Italie en 1935 : « Carlo Conti-Rossini, le principal spécialiste italien de la littérature éthiopienne, publie un article en septembre 1935, quelques jours avant le début du conflit : utilisant des arguments qui pourraient s'appliquer à n'importe quel pays africain, il affirme que l'Abyssinie est incapable d'évolution et de progrès, et donc sa conquête était justifiée. » Après la conquête de l'Éthiopie, Rossini reçoit en 1937 un prix du régime de Mussolini. Mittwoch, qui a des origines juives, conserson poste dans l'Allemagne nazie jusqu'en décembre 1935, après le déclenchement de la guerre italo-éthiopienne, en raison d'une intervention spéciale de Mussolini auprès d'Hitler au nom de Mittwoch, car Mussolini « voyait Mittwoch comme un atout potentiel pour la colonisation de l'Éthiopie par l'Italie ». (Mittwoch fuit ensuite l'Allemagne en 1938).
Rossini soutient que le moine franciscain jésuite da Urbino n'avait pas envoyé les manuscrits originaux au collectionneur d'Abbadie, mais des « copies » qu'il avait faites de sa propre main. Rossini affirme aussi qu'un moine, Tekle Haymanot, avait entendu d'autres personnes dire qu'Urbino aurait pu écrire le traité en coopération avec d'autres érudits guèzes en Éthiopie. Cette « théorie de fraude » affirme aussi qu'il y avait une place anticipée dans la collection alors croissante de littérature éthiopienne de D'Abbadie pour les sujets dits scientifiques et autres sujets rares, et que d'Urbino était en mesure de fournir et de satisfaire ce besoin de son parrain financier. Une universitaire du vingt-et-unième siècle qui adhère à la théorie de Rossini est Anaïs Wion.
D'après les opposants à cette hypothèse, un prêtre italien n'aurait pu écrire, après quelques années de formation, les textes de Zera Yacob et Walda Heywat, différents l'un de l'autre. Le professeur canadien Claude Sumner et le savant et philosophe américain Teodros Kiros font partie des défenseurs de ce point de vue. En 2017, Getatchew Haile (1931-2021), professeur en études guèzes, consacre un chapitre d'un livre à son changement d'avis au sujet des hatatas : « [...] Je suis maintenant fermement enclin à croire que la Hatata originale est l'œuvre d'un debera éthiopien qui a vécu, comme il le prétendait, à l'époque des catholiques (règne de l'empereur Susenyos, 1607-1632) », le terme debera désignant un religieux itinérant.
Sa conclusion est la suivante : « Les jésuites ont travaillé dur pour convertir les Ethiopiens au catholicisme et ont eu quelques succès significatifs. Ils ont réussi à convertir les empereurs Za Dengel (1603-04) et Susenyos (1607-32) et de nombreux prêtres et moines, y compris la direction de Debre Libanos. Ils ont influencé la pensée de beaucoup qui ont ensuite remis en question les traditions de leur Église orthodoxe éthiopienne. En conséquence, il est plus logique de soupçonner l'influence de l'enseignement catholique sur la pensée de Zera Yacob que d'attribuer sa Hatata à da Urbino. »